# 夕張鉄道キハ250形気動車

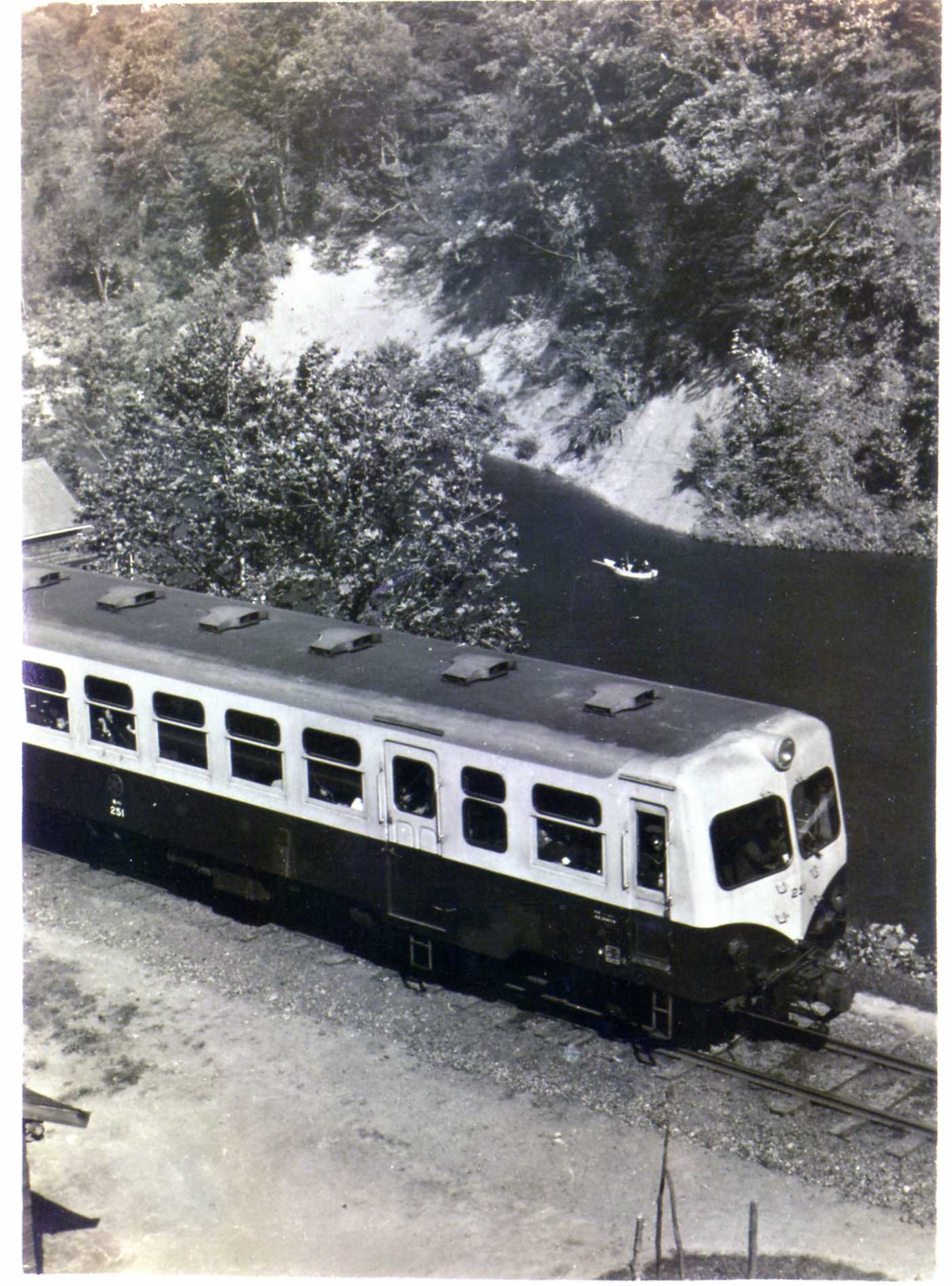
錦沢スイッチバックを行くキハ251（1954年）

夕張鉄道キハ250形気動車(ゆうばりてつどうキハ250がたきどうしゃ)は、かつて夕張鉄道で使用されていた気動車である。
なお本稿では、増備車のキハ252形気動車（キハ252がたきどうしゃ）以降についても記載する。

## 概要
キハ200形の導入の成功により、増備された半鋼製2軸ボギー液体式気動車である。キハ251は1953年（昭和28年）に導入された北海道初の液体式気動車であり、国鉄千歳線上で公開試運転も行われ、道内に於ける液体式気動車導入のパイオニアとなった。1955（昭和30）、1956年（昭和31年）に増備されたキハ252 - 254の3輌はキハ251とは座席配置と窓配置が異なるため、別形式のキハ252形とされた。その後キハ252と253は向きの異なる片運転台改造が施され、各車がそれぞれ別形式となった。エンジンはDMH17B、製造は新潟鐵工所である。旅客輸送合理化に伴いキハ252・253が1971年（昭和46年）に廃車され、また、旅客輸送休止に伴いキハ251・254が1974年（昭和49年）に廃車となった。これらのうち鹿島鉄道に譲渡され、キハ714となったキハ251は、鹿島鉄道が廃線となった2007年（平成19年）3月31日まで使用された。

## 仕様
キハ251形は1953年（昭和28年）8月に新潟鉄工所で製造された総括制御可能な液体式、全長20 m 級の両運転台車。正面は当時流行していた湘南形、側面の窓扉配置は11(1)D7D(1)1dで窓はバス窓、扉はプレスドア、塗色は当初は下半分マルーン（正面は金太郎塗り）、上半分クリーム色で、後に下半分を濃赤色に変更した。室内は中央部クロスシート、車端部ロングシートの組合せで、全室式の運転台は客室との仕切りが下半分のみの開放式、床は木張り。走行装置は当時最新鋭のDMH17BエンジンとDF115液体変速機の組み合わせであるほか、台車はキハ200形と同様の菱枠式で、動軸に砂撒き管付き、スノープラウは上下可動式、連結器は並形自動連結器（柴田式座付）であった。
- 1958年には座席をキハ252形と同様の扉間転換クロスシートに改造した。
- 暖房装置は当初温水および排気暖房であったが、1960年（昭和35年）にウエバスト式暖房機2基に改造、さらにその後1964年には機関予熱器を併用する温水式に改造された。
- 推進軸の故障[3]対策として1962年に車輪をプレート式に変更したほか、軸受のベアリングをテーパーローラ式からスヘリカルローラ式に変更する改造を行った。
- その他、タイフォンを前照灯下に移設、尾灯位置に補助灯（補助灯/尾灯切り替え式）を設置、室内灯を白熱灯から蛍光灯に変更するなどの改造を実施した。
- 北海道初の液体式気動車ということで注目され、1953年（昭和28年）10月7日には千歳線の札幌 - 千歳間で公開試運転を実施したほか、1957年（昭和32年）夏にはキハ251+キハ252が海水浴臨時列車として夕張本町 - 函館本線銭函間を運転した。

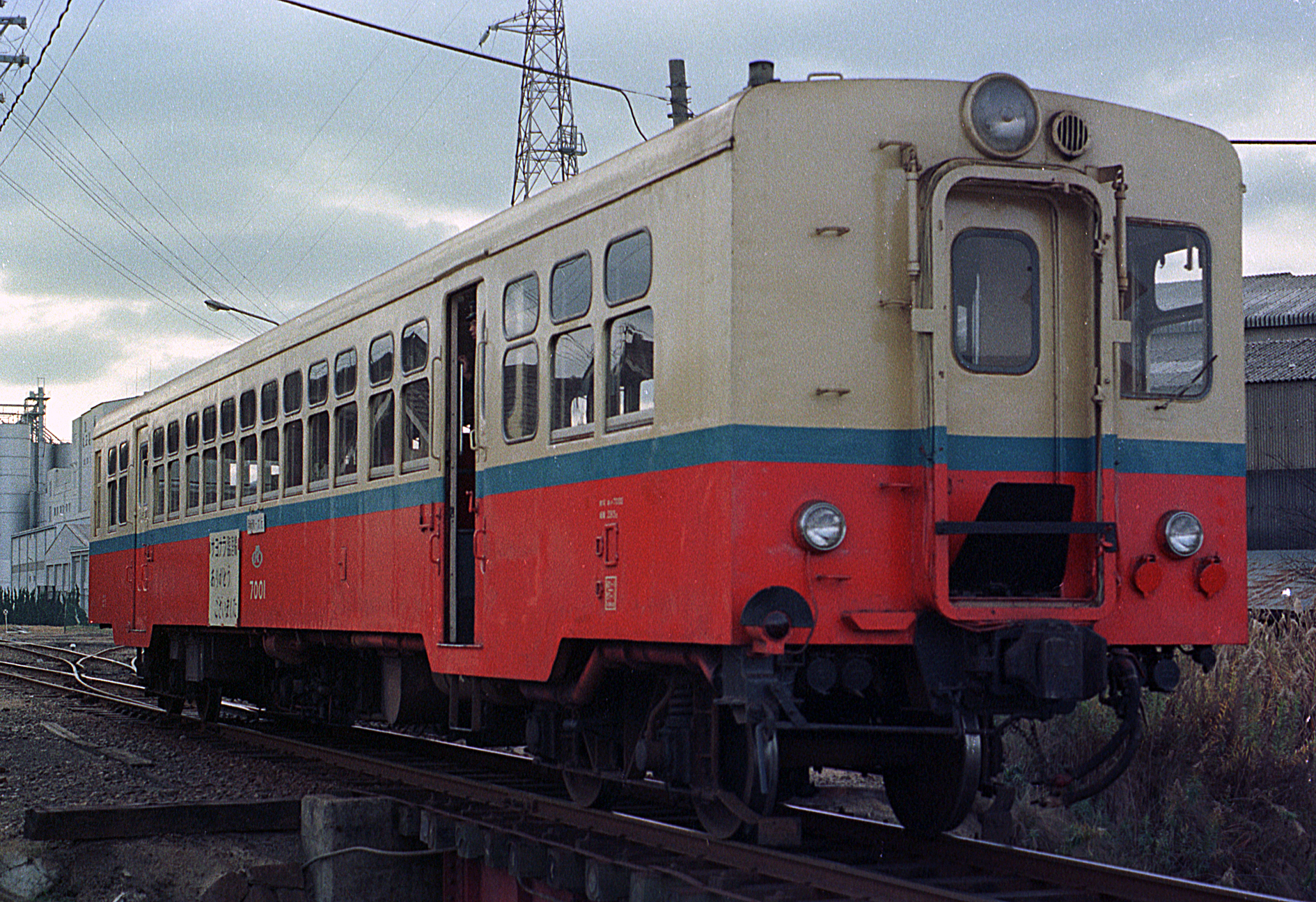
キハ252の切妻側運転台（岡山臨港鉄道譲渡後）

キハ252形はキハ251の増備としてキハ252が1955年に、キハ253、254が1956年（昭和31年）に新潟鉄工所で製造された。基本的にはキハ251形と同様であるが、座席配置が扉間転換クロスシート、車端部ロングシート（いずれもこげ茶色のビニール張）に変更となり、これに伴って窓扉配置も11(1)D282D(1)1dに変更されたほか、側面への雨トイの設置、運転席側面窓の上方向への拡大、暖房をウエバスト式とするなどの変更がなされている。
- キハ252はトラックとの衝突事故で運転台を破損したため、復旧に際して片運転台化改造されることとなり、1961年（昭和36年）に付随台車側の運転台を撤去して切妻式として簡易運転台と貫通路を設け、同時に妻角部に排気管を通して屋根上排気としたが、その後1966年（昭和41年）には簡易運転台を整備して正式の運転台に改造して両運転台に戻っている。切妻側の運転台は片隅式で客室との仕切りが下半分のみの開放式、外観は切妻のままの正面に前照灯、補助灯が設けられたもので、正面窓が運転台側にしかないのが特徴であった。窓扉配置は11(1)D282D(1)2（右が改造運転台）および3(1)D282D(1)1d（左が改造運転台）であった。
- キハ252はその後キハ251と同様の改造を受け、1962年（昭和37年）に車輪、車軸と軸受ベアリングの変更、1963年（昭和38年）に暖房の温水暖房化と室内灯の蛍光灯化がなされている。
- キハ252とキハ253は1957年（昭和32年）には片側の車端部を畳敷きとして電磁石入り碁盤を備えるなど娯楽室として整備したが、翌1958年（昭和33年）には座席に復旧された。この当時の記録映画の車内風景では、碁石は車掌に申し出れば借りられることが張り紙などで確認できる。

キハ253形は1962年にキハ253を片運転台に改造したもので、キハ252と同様の改造であったが、逆側の動力台車側の運転台を撤去したため別形式となったものである。キハ252と同じく撤去側を切妻式として簡易運転台と貫通路を設けたが、その後1966年（昭和41年）には簡易運転台を整備して正式の運転台に改造して両運転台に戻っている。
- その後キハ251と同様の改造を受け、1962年（昭和37年）に車輪、車軸と軸受ベアリングの変更、暖房の温水暖房化と室内灯の蛍光灯化がなされている。

キハ254形はキハ252、キハ253が片運転台化改造されたため、両運転台のまま残ったキハ254を別形式としたものである。
- その後キハ251と同様の改造を受け、1962年（昭和37年）に車輪、車軸と軸受ベアリングの変更、1963年（昭和38年）に暖房の温水暖房化と室内灯の蛍光灯化がなされている。

### 主要諸元
- 最大寸法：全長20,100 mm、全幅2,730 mm、全高3,695 mm
- 自重：29.5 t（キハ251改造後）：29.5t（キハ252 - 254）
- 定員：120名（座席68名）（キハ251改造後）：122名（座席70名）（キハ252、253改造後）：116（68人）（キハ252、253改造前、キハ254）
- 走行装置
  - 機関（製造時）：DMH17B、水冷4ストローク・予燃焼室式ディーゼル機関、直列8気筒 / 排気量 16.98リットル、定格出力160 PS / 1,600 rpm、燃料消費率195 g/PS/h、最大出力220 PS / 1,800 rpm
  - 機関（更新後）：DMH17C、水冷4ストローク・予燃焼室式ディーゼル機関、直列8気筒 / 排気量17.3リットル、定格出力180 PS / 1,600 rpm
  - 変速機：DF115液体変速機（変速1段直結1段手動変速、湿式多板クラッチ、新潟コンバータ製）
- 台車：NH38（国鉄TR29形台車と同系の菱枠式1軸駆動台車）

## 歴史
- 1952年11月25日 内燃動力併用認可、以後DCによる旅客列車運行を開始
- 1952年5月20日 初のディーゼル車であるキハ200形キハ201、202竣工
- 1953年11月13日 キハ251 設計認可
- 1953年10月7日 キハ251 国鉄千歳線内で公開試運転
- 1953年12月10日 キハ251 竣工
- 1955年9月12日 キハ252 設計認可
- 1955年9月30日 キハ252 竣工
- 1956年10月8日 キハ253、キハ254 設計認可
- 1956年11月12日 キハ253、キハ254 竣工
- 1957年7月30日 キハ252、キハ253 娯楽室設置工事竣工
- 1958年3月1日 キハ251 転換クロスシート化改造竣工
- 1958年3月1日 キハ252、キハ253 娯楽室撤去工事竣工
- 1960年6月7日 キハ251 暖房装置ウエバスト式化改造竣工
- 1961年4月19日 キハ252 片運転台化工事竣工
- 1961年9月1日 野幌 - 夕張本町間に急行列車運転開始（野幌バス停留所 - 札幌大通間バス連絡輸送）
- 1962年7月17日 キハ251 車輪および軸受変更改造竣工
- 1962年9月13日 キハ252、キハ254 車輪および軸受変更改造竣工
- 1962年9月15日 キハ253 片運転台化、車輪および軸受変更、暖房装置温水式化および室内灯蛍光灯化工事竣工
- 1963年10月1日 旅客列車のDC化完了、混合列車廃止（一部臨時列車を除く）
- 1963年11月8日 キハ252、キハ254 暖房装置温水式化および室内灯蛍光灯化工事竣工
- 1964年8月27日 キハ251 暖房装置温水式化および室内灯蛍光灯化工事竣工
- 1966年9月6日 キハ252、キハ253 両運転台化工事竣工
- 1967年9月30日 急行列車廃止
- 1971年11月15日 鹿ノ谷～夕張本町間廃止、鹿ノ谷～栗山間旅客営業廃止
- 1971年11月 キハ252、キハ253 旅客輸送合理化に伴い廃車（水島臨海鉄道へ譲渡）
- 1974年4月1日 キハ251、キハ254 野幌 - 栗山間の旅客営業休止に伴い廃車（関東鉄道へ譲渡）

## 運用
野幌 - 新夕張間の旅客列車に、単行 - 4両編成で使用された。気動車のみの単行もしくは2両編成のほか、客車改造の付随車であるナハニフ100形およびナハニフ150形を牽引したDTおよびDDT、もしくは中間に挟んだDTD編成を組んだが、さらに両運転台車やキハ200形を増結したDTDDで編成を組んだこともある。運行の概要については夕張鉄道線の運行の項も参照。
1961年（昭和36年）9月1日には野幌 - 夕張本町間で急行列車の運転を開始し、野幌バス停留所 - 札幌大通間をバス連絡とすることで札幌市内への乗り入れを行った。本形式もキハ300形とともに急行列車で使用され、間に付随車を連結したDTDの3両もしくは2両編成などで運転された。急行列車はその後1967年（昭和42年）まで運行された。
末期には旅客輸送量の減少に伴い、1965年（昭和40年）頃からは単行主体となったほか、旅客列車が野幌 - 栗山間のみとなった1971年（昭和46年）以降、運用される気動車は元からの両運転台車であるキハ201・202・251・254のみとなった。

## 譲渡

### 関東鉄道

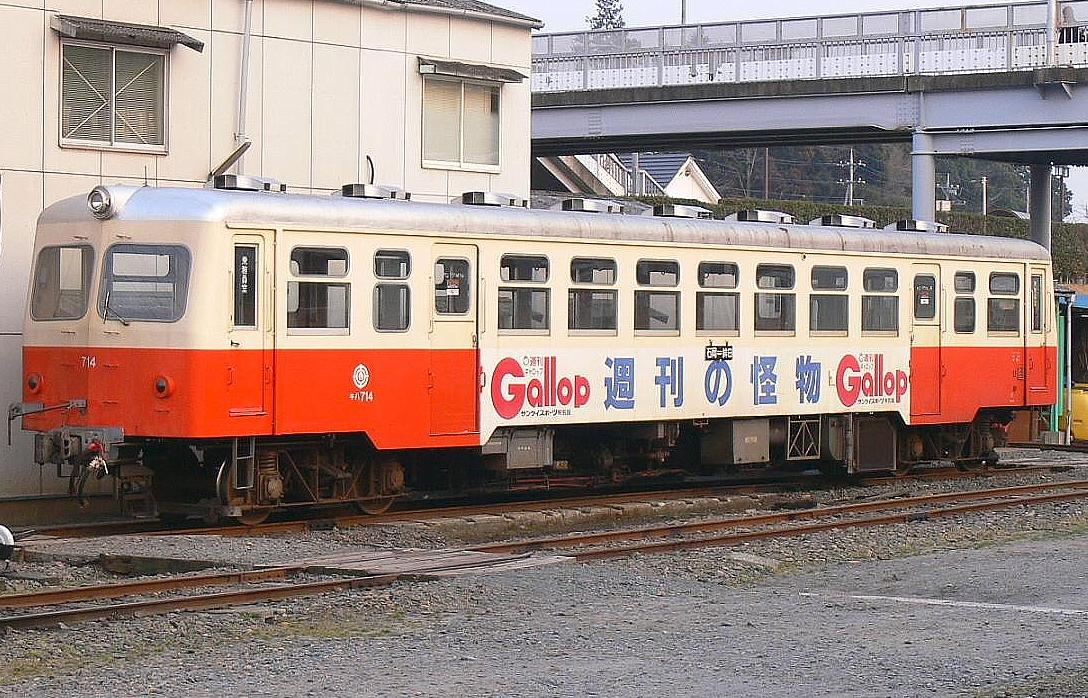
鹿島鉄道キハ714（元キハ251）石岡機関区

キハ251・254は廃車後関東鉄道に譲渡され、1976年1月16日付で鉾田線（後の鹿島鉄道）キハ714（元キハ251）・キハ715（元キハ254）として入線した。入線に際し、補助灯を尾灯に改造するとともに、タイフォンの床下への移設を実施した。
1977年（昭和52年）5月に座席をロングシート化し、1980年10月に屋根以外の外板張替、運転台側への乗務員室扉の設置改造が行われた。なお、扉配置の関係でワンマン化はなされなかった。
キハ715は1993年（平成5年）2月1日に廃車となったが、キハ714は1994年（平成6年）7月12日に冷房化された。20 m 級の大型車体を活かしてラッシュ時などに使用され、2007年（平成19年）3月31日の鹿島鉄道線廃止まで運用された。
キハ714は現在個人が保管しており、「鹿島鉄道保存会」によって保存活動が行われている。

### 水島臨海鉄道・岡山臨港鉄道

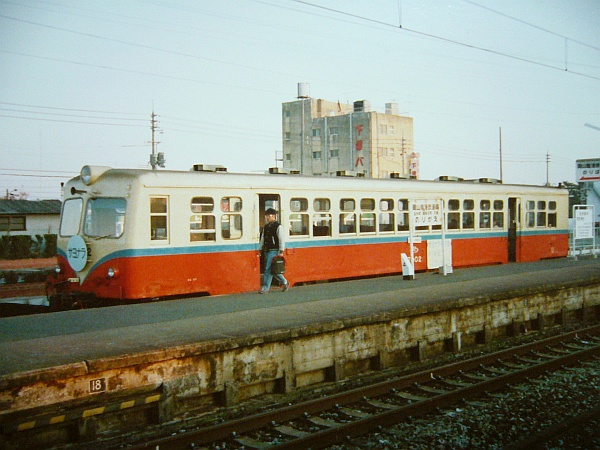
岡山臨港鉄道キハ7002（元キハ253）大元駅

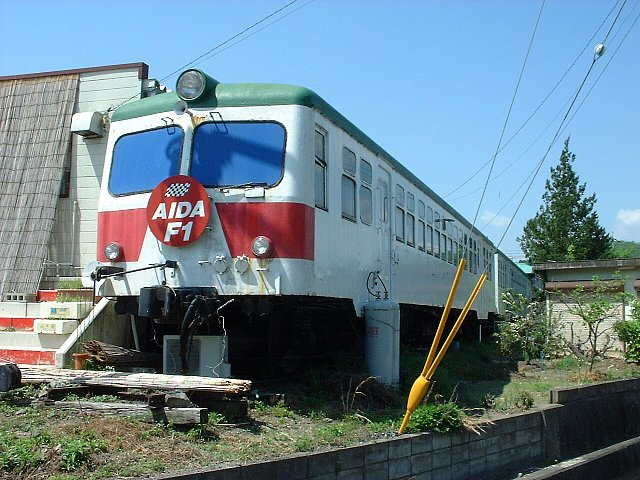
英田町で保存されていた頃のキハ7001（先頭、元キハ252）、キハ7002（元キハ253）

キハ252・253は廃車後水島臨海鉄道に譲渡され、先んじて譲渡されていたキハ300形とともに1973年（昭和48年）3月8日付でキハ303（元キハ252）・キハ304（元キハ253）として入線し、ほぼ原形のまま1978年（昭和53年）まで使用された。
1979年（昭和54年）には岡山臨港鉄道に譲渡され、同年2月1日と5月1日にそれぞれキハ7001（キハ303）・キハ7002（元キハ304）として入線した。
1984年（昭和59年）12月31日の岡山臨港鉄道線廃止に伴い同年12月29日に廃車となり、2両とも岡山県英田郡英田町（現：美作市）に保存された。しかし、2012年（平成24年）2月19日に2両とも解体され、キハ7001の運転台部分のみカットボディとして、岡山臨港鉄道時代の塗装に復元の上で、2013年（平成25年）より岡山県久米郡美咲町の柵原ふれあい鉱山公園に静態保存されている。

## 参考資料
- 湯口徹『北線路（上）』（プレス・アイゼンバーン）
- 『鉄道ピクトリアル212号 私鉄車両めぐり 第9分冊』（鉄道図書刊行会）
- 『夕張鉄道11形明細図面集』（モデルワーゲン）